# باغتشة جليل (سبيدار)
باغتشة جليل (بالفارسية: باغچه جلیل) هي قرية تقع في إيران في قسم سبیدار الريفي. يقدر عدد سكانها بـ 243 نسمة بحسب إحصاء 2016.